# 塞多夫 (伯恩州)

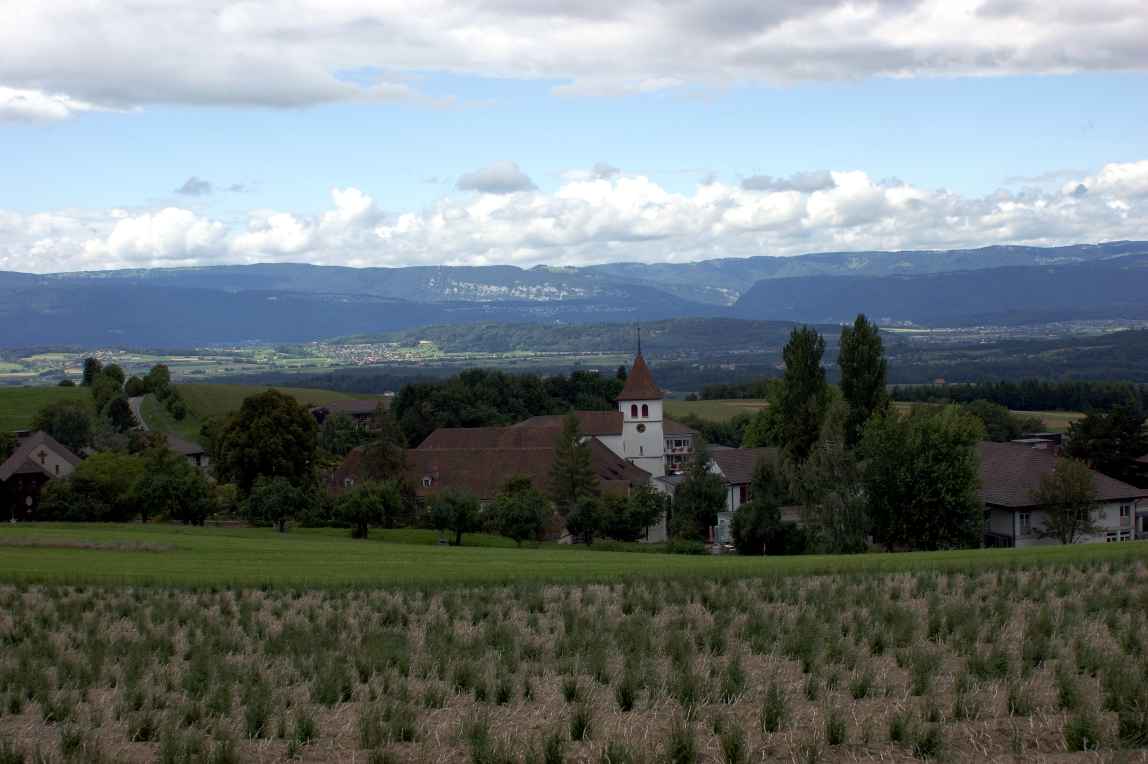

塞多夫（德語：Seedorf）是瑞士的城鎮，位於該國中西部，由伯恩州負責管轄，面積20.89平方公里，海拔高度563米，2011年人口2,971，八成人口信奉基督教，人口密度每平方公里142人。